# Río Cervol
El río Cervol, también llamado río Servol o Serbol y riu Sec y riu de les Corses en valenciano, es un río estacional del este de la península ibérica que discurre por la provincia de Castellón (España). Nace en el término de Morella y desemboca en Vinaroz, en el mar Mediterráneo.

## Curso
El río Cervol nace en la partida de Cap de Riu de Morella, recogiendo las aguas meridionales de los montes de Benifassà, Mola Clapisa y en la sierra de Turmell recorre el término Vallibona de noroeste a este.
El valle del río Cervol o de les Corses se abre entre la Tinença de Benifassà al norte y la sierra del Turmell al sur. En su centro se ubica la recoleta localidad de Vallibona; en las vertientes se alternan las masías con bosques de pino albar, de robles de hoja pequeña, de carrascas, etc. Desde Vallibona puede accederse a la cumbre del Turmell (1.281 m) y a la ermita de San Domingo.
Aparece descrito en el sexto volumen del Diccionario geográfico-estadístico-histórico de España y sus posesiones de Ultramar de Pascual Madoz con las siguientes palabras:

CERVOL: r. de la prov. de Castellon de la Plana, part. jud. de Morella. Tiene su origen en el térm. de esta v. hácia el NE. 1/2 hora antes de llegar al Peyron de San Marcos, desde cuyo punto corre en direccion de NO. SE. formando curvas por las inmediaciones de Vallibona, cuya v. deja á la izq., y estrechado siempre entre montes continúa precipitado por 4 horas hasta que recibe el barranco de Bel en la llanura que hay entre Rosell y Eanet lo Roig: pasa despues por el N. de Trahiguera y San Jorge, desembocando en el mediterráneo por las inmediaciones de Vinaroz. En el estio suele estar seco este r. hasta 2 horas antes de llegar á Vallibona, en donde empieza á oirse el murmullo de las aguas que se consumen en regar varias huertas: en tiempos de lluvia, es furioso en sus avenidas que duran lo mas 3 ó 4 dias, perdiéndose despues en los muchos charcos que tiene en su álveo. El principal de todos es el lamado Tollnegre, en el térm. de Trabiguera, famoso por su grande profundidad y por los muchos barbos y truchas que en él se encuentran. En el largo curso de este r. que sera de unas 11 leg., se ven algunos molinos harineros, un batan y 3 puentes, de los cuales sirven de paso á 2 molinos, y el otro se halla á la salida de Vinaroz, de piedra silleria de un solo arco, por el cual cruza la carretera de Valencia á Barcelona.
(Madoz, 1847, pp. 362-363)